# Theoretische Mechanik
Die theoretische Mechanik oder analytische Mechanik befasst sich mit den mathematischen Grundlagen der klassischen Mechanik, der relativistischen Mechanik sowie der Kontinuumsmechanik und Elastizitätstheorie. Sie untersucht die Eigenschaften der Grundgleichungen und ihrer Lösungen und entwickelt Methoden zur exakten oder näherungsweisen Lösung von bestimmten Problemklassen.
Die theoretische Mechanik zählt heute zu einem Lehrgebiet der theoretischen Physik und der technischen Mechanik, das seit Mitte des 20. Jahrhunderts als fest und etabliert gilt.

## Inhaltliche Kennzeichnung

### Das mechanistische Ideal einer Theorie
Innerhalb der Physik und der allgemeinen (technischen) Mechanik behandelt theoretische Mechanik die phoronomischen und kinetischen Grundbegriffe von Raum, Zeit, Materie, Kraft und Energie in mathematischer Form durch Bewegungsgleichungen.
Nach einer Idealvorstellung der klassischen Mechanik, die vor allem mit S. Laplace in Verbindung gebracht wird, kann die Dynamik eines Systems, bestehend aus n Massenelementen {\displaystyle m_{1},\ldots ,m_{n}} mit den Ortskoordinaten {\displaystyle {\vec {x}}_{1},\ldots ,{\vec {x}}_{n}}, durch Differentialgleichungen der Form
{\displaystyle {\frac {d^{2}{\vec {s}}_{k}(t)}{dt^{2}}}={\vec {F}}(m_{1},\ldots ,m_{n};{\vec {x}}_{1},\ldots ,{\vec {x}}_{n}),\,k\in \{1,\ldots ,n\}}
vollständig beschrieben werden. Man spricht auch von Beschleunigungs- oder Kraftgesetzen. Hierbei bezeichnet {\displaystyle {\vec {F}}} den Vektor einer geometrischen Relation, in welche nur Koordinaten der Massenpunkte eingehen.

„Aufgrund dieser Differentialgleichungen müsste sich der gesamte Verlauf des Naturgeschehens berechnen lassen, sofern für irgendeinen Zeitpunkt die Massen, die Lagen und Geschwindigkeiten von allen Atomen bekannt wären.“

Einem solchen Ideal der berechenbaren Mechanik entspricht u. a. auch ein Schema für Kontinua, das dem  d’Alembertschen Prinzip zu entnehmen wäre. Sei dazu ein materieller Bereich gegeben, der durch ausgezeichnete Raumkoordinaten {\displaystyle ({\vec {x}}({\vec {a}},\ldots ,{\vec {c}},t),{\vec {a}},\ldots ,{\vec {c}})} vorausgesetzt (die so genannte Konfiguration des Kontinuums) und dessen Zustandsänderung als funktionale Beziehung {\displaystyle {\vec {F}}({\vec {x}}({\vec {a}},\ldots ,{\vec {c}},t),{\vec {a}},\ldots ,{\vec {c}})} eindeutig repräsentiert wird. So ist dieses materielle System durch sein dynamisches Gleichgewicht beschrieben, in welchem nur die ausgezeichneten Koordinaten {\displaystyle {\vec {a}}\ldots {\vec {c}}} der Konfiguration vorkommen:
{\displaystyle \int \ldots \int \left({\vec {F}}\delta {\vec {x}}+\ldots +{\vec {F}}{\frac {\partial \,\delta {\vec {a}}}{\partial {\vec {x}}}}+\ldots +{\vec {F}}{\frac {\partial \,\delta {\vec {c}}}{\partial {\vec {x}}}}-{\frac {\partial ^{2}{\vec {x}}({\vec {a}},\ldots ,t)}{\partial t^{2}}}-\ldots -{\frac {\partial ^{2}{\vec {x}}({\vec {c}},\ldots ,t)}{\partial t^{2}}}\right)\delta {\vec {a}}\ldots \delta {\vec {c}}=0}.
Die theoretische Mechanik muss nun Einschränkungen und Spezifizierungen in mathematischer Form vornehmen, um sämtlichen realistischen Modellierungen gerecht zu werden. Das geschieht etwa durch den Übergang zu partiellen Differentialgleichungen, durch den Übergang zu Differentialgleichungen erster Ordnung, oder auch durch den Übergang zu anderen Objekten, wie etwa elektrische Ladungen und Felder, zu einem konkreten Kraftterm (z. B. das Newtonsche Gravitationsgesetz), oder durch die Betrachtung von nur einzelnen Körpern, und so weiter.

### Orientierung am Lehrkanon
Der Blick in Lehrbücher zur theoretischen und technischen Mechanik belegt, dass es auf grundlegender Ebene einen gemeinsamen Lehrkanon der theoretischen Mechanik gibt. Er hat seine Grundlagen in der mathematisch-analytischen Organisation der klassischen Mechanik und Elastizitätstheorie, wie sie von Anfang des 19. bis Mitte des 20. Jahrhunderts geprägt wurde.
Als minimale Schnittmenge lassen sich dazu folgende Themenbereiche angeben:
- Kinematik von Punktmassen, Kraftgesetze von Punktmassensystemen, Kinematik und Dynamik der starren Körper, Erhaltungssätze, das d‘Alembertsche Prinzip, die Lagrange-Mechanik.

Im weiteren Fortgang unterscheidet sich die theoretische Mechanik in der Ausrichtung ihrer angrenzenden materiellen Gebiete. Hierzu zählen vor allem folgende mechanische Theorien:
- Hamilton-Mechanik, Kanonische Gleichungen, Invarianz- und Symmetrieeigenschaften materieller Systeme, Minimalprinzipien, kanonische Störungstheorie.

Einheitliche mathematische Instrumente der theoretischen Mechanik sind:
- Differential- und Integralrechnung mit mehreren Variablen, Variationsrechnung, Differentialgeometrie, Funktionentheorie, Vektor- und Tensoranalysis.[9]

Die Physik wendet den mechanischen Formalismus allgemein auf materiell äußere (oder erweiternde) Konzeptionen von Feldern an. Daran schließen sich vor allem die relativistische Mechanik und dynamische Theorien der Chaosforschung an.
Die technische oder allgemeine Mechanik greift hingegen auf eine innere Feldkonzeption zur Beschreibung materiellen Verhaltens zurück. Sie stellt eine phänomenologische Feldtheorie der Materie an den Anfang, während die Physik dafür die atomare Ebene vorsieht. Der Unterschied äußert sich entsprechend in der materialspezifischen Beschreibung: Während die Mechanik in der Physik vorwiegend korpuskulare Materiemodelle auf ganze Klassen von unterschiedlichen Theorien anwendet, gehen in die materialspezifische Anwendung der Techniker auch kontinuumsmechanische Modelle ein.

### Erläuterungen und Beispiele
Es lässt sich formal belegen, dass die Newtonschen beziehungsweise relativistischen Gleichungen bereits die gesamte klassische Mechanik enthalten. In der Praxis sind diese Gleichungen jedoch für die Behandlung vieler Probleme nicht ideal. Daher wurden alternative Formulierungen der Mechanik entwickelt, die für die meisten Probleme besser geeignet sind. Zudem lässt sich mit diesen alternativen Formulierungen in der Regel der Zusammenhang zwischen klassischer Mechanik und Quantenmechanik besser untersuchen.
Eine dieser alternativen Formulierungen ist das Prinzip der extremalen Wirkung (oft etwas ungenau als „Prinzip der kleinsten Wirkung“ bezeichnet, da in den meisten Fällen das Extremum ein Minimum ist). Es liefert die Grundlage für das Noether-Theorem, das einen Zusammenhang zwischen den Symmetrien eines physikalischen Systems und dessen Erhaltungsgrößen herstellt. Zudem ergibt es sich mittels der Stationäre-Phasen-Näherung als Grenzfall der Quantenmechanik für kurze Wellenlängen, was eine formale Ableitung der klassischen Mechanik als Grenzfall der Quantenmechanik erlaubt (Korrespondenzprinzip). Für die unmittelbare praktische Berechnung konkreter Probleme ist dieses Prinzip jedoch in der Regel nicht günstig.
Aus dem Prinzip der extremalen Wirkung lässt sich jedoch der Lagrange-Formalismus herleiten, der für die meisten konkreten Probleme die Methode der Wahl ist. Er liefert eine konsistente formale Methode, um die Bewegungsgleichungen für ein physikalisches System zu bestimmen. Hierbei können insbesondere beliebige Zwangsbedingungen (beispielsweise die Bedingung, dass das Rad eines Fahrrads nur abrollen, aber nicht rutschen soll) einbezogen werden, ohne dass man sich im Voraus überlegen muss, welche Zwangskräfte dabei auftreten; letztere erhält man als Resultat aus dem Formalismus. Der Lagrange-Formalismus liefert auch die Grundlage für den Pfadintegral-Formalismus der Quantenmechanik.
Aus dem Lagrange-Formalismus lässt sich der Hamilton-Formalismus herleiten. Auch dieser ist für die Lösung vieler konkreter Probleme gut geeignet. Zudem eignet er sich gut zur theoretischen Untersuchung der Eigenschaften klassischer Trajektorien. Da er – anders als die bisher vorgestellten Formalismen – im Phasenraum arbeitet, kann er den kompletten mathematischen Apparat der symplektischen Geometrie nutzen. Der Hamilton-Formalismus ist auch die Ausgangsbasis für die kanonische Quantisierung, den einfachsten Weg, die Schrödingergleichung für ein physikalisches System aufzustellen.
Aus der Hamiltonschen Mechanik lässt sich wiederum der Hamilton-Jacobi-Formalismus herleiten. Dieser ist wegen der Verwendung partieller Differentialgleichungen in der Regel nicht ideal für die Lösung konkreter Probleme, eignet sich jedoch für theoretische Untersuchungen. Die Hamilton-Jacobi-Gleichung lässt sich auch direkt als erste Näherung der Phase der quantenmechanischen Wellenfunktion aus der Schrödingergleichung bei formaler Entwicklung nach ħ gewinnen. Sie liefert daher einen besonders direkten Zusammenhang zwischen klassischer Mechanik und Quantenmechanik.
Eine wichtige Klasse bilden die Methoden der Störungstheorie. Diese beschreiben, wie sich das Verhalten eines Systems ändert, wenn man dessen Eigenschaften nur leicht verändert (beispielsweise ein Pendel nur leicht aus der Ruhelage auslenkt oder ein schwaches elektrisches Feld an ein System anlegt). Störungstheoretische Methoden liefern oft im konkreten Fall die einzige Möglichkeit, analytische Lösungen zu berechnen; sie erlauben aber oft auch tiefere Einsichten in das Verhalten eines physikalischen Systems.

## Methodische Kennzeichnung
Die theoretische Mechanik untersucht ausschließlich mathematisch entwickelte Methoden,  Modelle und Theoriekonstruktionen, um damit das Verhalten physikalischer Systeme darzustellen. Sie grenzt sich damit von allen physikalisch-technischen Disziplinen ab, welche experimentelle Methoden und technische Merkmale in der Formulierung und Beschreibung mitberücksichtigt. Insofern untersucht die theoretische Mechanik mathematisch idealisierte Modelle von physikalischen Systemen.
Dabei beschränkt sich die theoretische Mechanik darauf, das System auf der Grundlage quantitativer Begriffe zu beschreiben, wie sie die Wissenschaft der Mechanik bereitstellt. Das sind neben den rein kinematischen Größen vor allem die dynamischen Größen von in erster Linie Masse und Kraft eines physikalischen Systems. Für ganze Klassen von Systemen wird die dynamische Wechselwirkung auf der Grundlage von einzelnen Annahmen der Kraftfunktionen untersucht. Die Hauptaufgabe der theoretischen Mechanik besteht dann darin, Bewegungsgleichungen für mechanische Prozesse und mathematische Methoden zur analytischen Lösung dieser Gleichungen zu finden und anzuwenden.
Wegen der oft erheblichen Komplexität der Gleichungssysteme schließt das ebenso numerische Beschreibungen und computergestützte Simulationen des mechanischen Systems mit ein. In der Verallgemeinerung von gemeinsamen Eigenschaften mehrerer Systeme der Mechanik und anderer Gebiete der Physik gelangt man zur Theoretischen Physik, in der ganze Klassen physikalischer Systeme untersucht werden.

## Zur geschichtlichen Herkunft
Der Begriff der analytischen Mechanik ist älter als der Begriff der theoretischen Mechanik im heutigen Gebrauch. Er hat seinen Ursprung in methodischen Rücksichten, die mit dem dominierenden Auftreten der Analysis zu Beginn des 18. Jahrhunderts in allen mechanischen Wissenschaften hatte. Die inner-mathematische Bedeutung von ‚analytisch‘ findet sich dabei erstmals in der Einleitung des ersten Bandes der Mechanik Leonhard Eulers von 1736. Die Mittel der Analysis dienen demnach dazu, klare Erkenntnisse über die Bewegungsabläufe der Körper bei Variation der funktionalen Abhängigkeiten aus mechanischen Größen zu erlangen. Hierin kommt der neue Optimismus in erweiternden Erkenntnisgewinn innerhalb der rational begründeten Mechanik zum Ausdruck. Die mathematische Beschreibung der Natur wird im Zuge der Erfolge durch die Mechanik bereits Ende des 18. Jahrhunderts als synonym für die Wissenschaftlichkeit selbst angesehen.
In dieselbe methodische Richtung zielt auch die Bedeutung des Titels Mécanique Analytique, dem epochalen Werk Joseph-Louis Lagranges von 1788, in welchem u. a. die Methoden des Lagrange-Formalismus umfassend begründet und auf damalige, bereits gelöste Probleme der Mechanik angewendet wurden. Die Idee des analytischen Rekonstruierens nach vereinheitlichenden Kriterien wird hier erstmals als Kerngeschäft der rationalen Mechanik verstanden. Hierzu der Wortlaut aus der Vorrede:

„Ich habe beabsichtigt, die Theorie dieser Wissenschaft [der Mechanik] und ihre Kunstfertigkeit, sich Probleme darin aufzuerlegen, auf eine einzige allgemeine Formel zurückzuführen, deren einfache Weiterentwicklung alle nötigen Gleichungen hergibt, um all diese Probleme auch zu lösen.
Dieses Werk wird im Übrigen noch einen anderen Nutzen haben: Es vereint und präsentiert unter demselben Standpunkt die verschiedenen Prinzipien, die bisher die Lösung von Fragen der Mechanik gefördert haben, indem sie die Verbindung und die gegenseitige Abhängigkeit aufzeigt und zur Beurteilung ihrer Richtigkeit und ihrer Reichweite anregen wird. […]
Die Methoden, die ich dabei offenlege, erfordern weder Konstruktionen noch geometrische oder mechanische Begründungen, sondern allein algebraische, die einem gewöhnlichen und einheitlichen Gang unterliegen.“

Im 19. und im beginnenden 20. Jahrhundert wird der Begriff der Theoretischen Mechanik synonym mit dem von Isaac Newton geprägten Begriff der rationalen Mechanik verstanden: als die Wissenschaft der Körperbewegungen auf einheitlicher Grundlage von Kräften und in diesem Sinne wieder auf alle mathematischen Modellierungen der Dynamik in der Natur erweitert.
Die Gleichsetzung von ‚analytisch‘ und ‚theoretisch‘ wird schließlich auch noch in einigen Lehrbüchern des 20. Jahrhunderts erläutert. Sie dient seither zur Hervorhebung des logisch-deduktiven Charakters der Mathematik, nach dessen Vorbild auch die Mechanik zu errichten wäre.
In der Nachfolge der relativistischen Mechanik und der Quantenmechanik einerseits und in der Verselbstständigung der Ingenieur- und der Materialwissenschaft andererseits, zerfällt im 20. und im 21. Jahrhundert die theoretische Mechanik in einzelne spezielle Forschungsgebiete. Die klassischen Grundlagen der theoretischen Mechanik gelten seither als abgeschlossen. Entsprechend gibt es keine namentlich ausgezeichneten Lehrstühle für theoretische Mechanik mehr.
Die Forschung an den theoretischen Grundlagen der Mechanik setzt sich hingegen unter anderen Namensgebungen fort. Sie gelingt methodisch, durch die Untersuchung des jeweils mathematischen Rahmens der Darstellung, in dem die mechanischen Begriffe und Gleichungen formuliert und zur jeweiligen Problemstellung als passend ausgewählt sind.

### Lehrbücher zur theoretischen Mechanik
- V.I. Arnold: Mathematical Methods of Classical Mechanics. Zweite Auflage. New York / Berlin / Heidelberg 1989, ISBN 0-387-96890-3.
- Y. C. Fung, P. Tong: Classical and Computational Solid Mechanics (= Advanced Studies in Engineering Science, Vol. 1). World Scientific, Singapore / New Jersey / London 2001, ISBN 981-02-3912-2.
- D. Greenwood: Advanced Dynamics. Cambridge 2003, ISBN 0-521-82612-8.
- G. Hamel: Theoretische Mechanik. Neudruck der Ausgabe von 1949. Springer, Berlin / Heidelberg 2013, ISBN 978-3-642-88463-4.
- H. Goldstein, C. Poole, J. Safko: Klassische Mechanik.  Dritte Auflage. Weinheim 2002, ISBN 3-527-40589-5.
- L. D. Landau, E. M. Lifschitz: Lehrbuch der theoretischen Physik. Band 1: Mechanik. Akademie Verlag, Berlin 1970.
- W. Nolting: Grundkurs: Theoretische Physik. Band 2: Analytische Mechanik. 3. Auflage. Verlag Zimmermann-Neufang, 1993, ISBN 3-922410-21-9.
- A. Sommerfeld: Mechanik. (= Vorlesungen über Theoretische Physik. Band I). Harri Deutsch, Frankfurt am Main 1977, ISBN 3-87144-374-3.
- A. Sommerfeld: Mechanik der deformierbaren Medien. Band II der Reihe  Vorlesungen über Theoretische Physik. Harri Deutsch, Frankfurt am Main 1992, ISBN 3-87144-375-1.
- E. T. Whittaker: A Treatise on the Analytical Dynamics of Particles and Rigid Bodies. Nachdruck der vierten Auflage. Cambridge 1970, ISBN 0-521-06793-6

### Übersichten
- J. Synge: Classical Dynamics. In: S. Flügge: Handbuch der Physik. Band III-1: Principles of Classical Mechanics and Field Theory. Springer, Berlin / Göttingen / Heidelberg 1960, S. 1–225.
- C. Truesdell. R. Toupin, J. Ericksen:  The Classical Field Theories. In: S. Flügge: Handbuch der Physik. Band III-1: Principles of Classical Mechanics and Field Theory. Springer, Berlin / Göttingen / Heidelberg 1960, S. 226–902.
- J.-P. Françoise, G. Naber, T. Tsun (Hrsg.): Encyclopedia of Mathematical Physics. Elsevier – Science Direct, Amsterdam 2006, ISBN 0-12-512660-3; sciencedirect.com